# Zonaria (zoologia)
Zonaria Jousseaume, 1884 è un genere di molluschi gasteropodi appartenente alla famiglia Cypraeidae.

## Tassonomia
Il genere Zonaria include le seguenti specie:
- Zonaria angolensis (Odhner, 1923)
- Zonaria picta (Gray, 1824)
- Zonaria porcellus (Brocchi, 1814) †
- Zonaria pyrum (Gmelin, 1791)
- Zonaria sanguinolenta (Gmelin, 1791)
- Zonaria zonaria (Gmelin, 1791)

Sono state descritte le seguenti specie fossili:

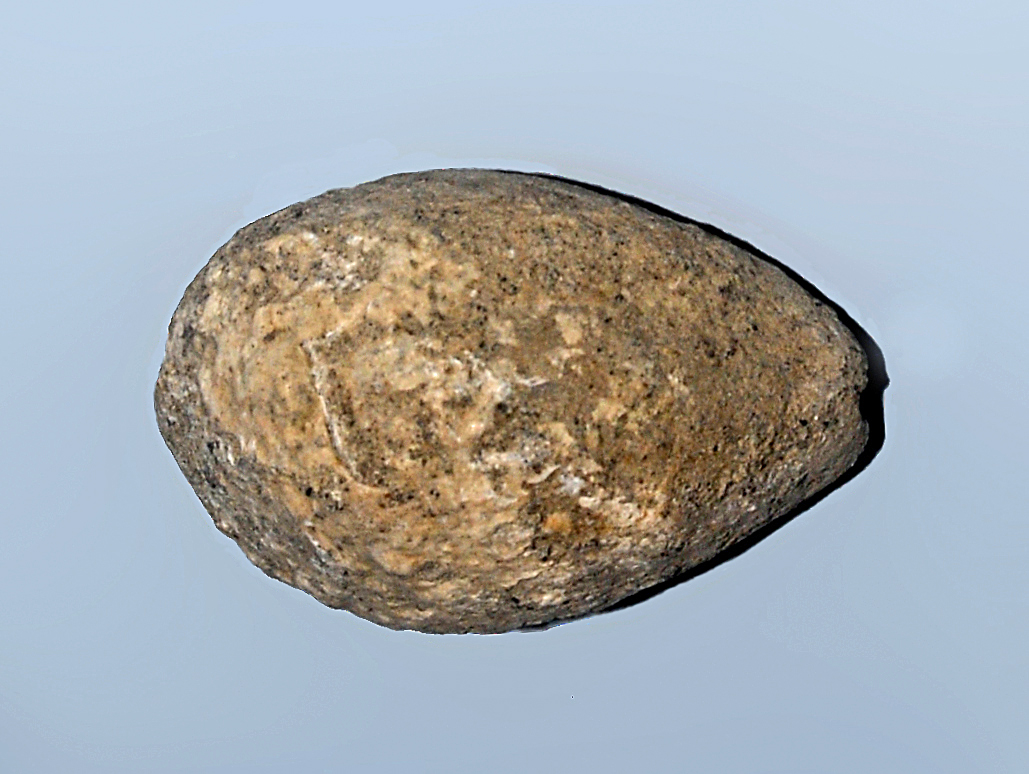
Conchiglia fossile di Zonaria subexcisa

- Zonaria dertamygdaloides  Sacco 1894  †
- Zonaria fabagina  Lamarck 1810  †
- Zonaria heilprinii  Dall 1890 †
- Zonaria mariaelisabethae  Dolin 1991 †
- Zonaria pingata  Landau and Groves 2011 †
- Zonaria pittorum  Groves 1997 †
- Zonaria praelatior  Dolin 1991 †
- Zonaria pseudotumulus  Landau and Groves 2011 †
- Zonaria shirleyae  Dolin 1991 †
- Zonaria subexcisa  Braun 1840 †
- Zonaria theresae  Dolin 1991 †
- Zonaria travancorica  Dey 1961 †
- Zonaria tumulus  Heilprin 1886 †

Fossili di specie appartenenti al genere sono state trovati in sedimenti di Europa, Stati Uniti d'America, Venezuela, India, Pakistan e Somalia risalenti a periodi dal Paleocene al Quaternario.